# Ilten
Ilten ist ein Ortsteil der Stadt Sehnde, der südöstlich von Hannover an der B 65 liegt.

## Geschichte
Die früheste Erwähnung von Ilten ist aus dem Jahr 1240 überliefert. Im hohen Mittelalter wurde Ilten (anstelle von Lühnde) Mittelpunkt des so genannten Großen Freien, eines seit der ersten Besiedlung mit besonderen Privilegien ausgestatteten Grenzgebiets zwischen dem Hochstift Hildesheim und dem Machtbereich der Welfen. Die davon heute noch zeugenden Amtsgebäude sowie die Kirche – mit bedeutender Originalausstattung von Ernst Dietrich Bartels – stammen aus der Barockzeit.
Die 1512 gebildete Amtsvogtei Ilten wurde 1859 mit anderen Ämtern dem Amt Burgdorf zugeordnet. Als 1885 die Landkreise entstanden, wurde aus dem Amt Burgdorf der Landkreis Burgdorf.
Die Gemeinde Ilten wurde am 1. März 1974 im Zuge der Gebietsreform als Ortsteil in die Gemeinde, heute Stadt Sehnde eingegliedert.

## Politik
Ortsbürgermeister in Ilten:
- Hans Lange (CDU) 1974–1996
- Gisela Neuse (SPD) 1996–2021
- Sandy Steve Choitz (Bündnis 90/Die Grünen) seit dem 11. November 2021 nach den Kommunalwahlen in Niedersachsen 2021

## Kultur und Sehenswürdigkeiten

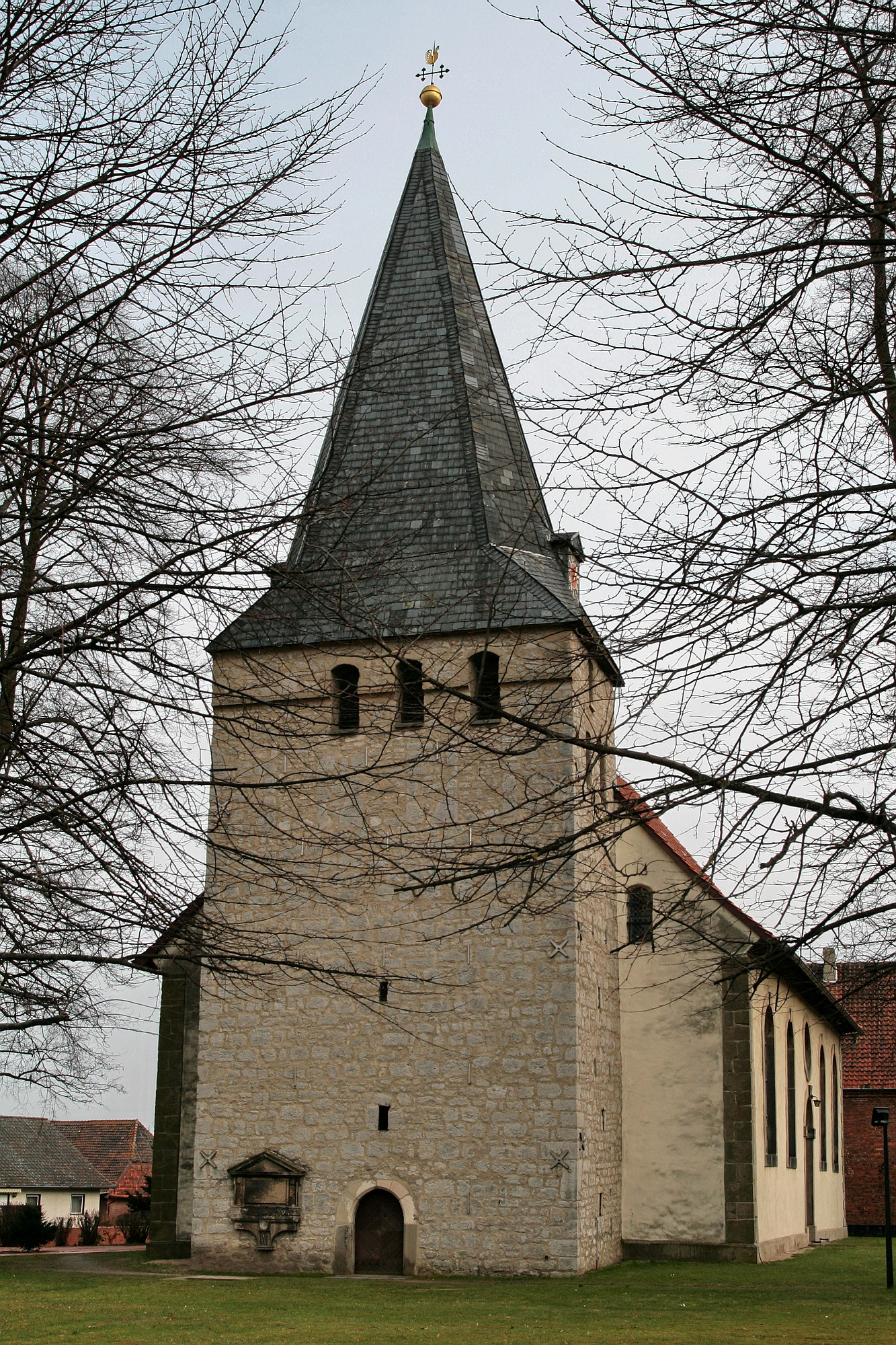
Barockkirche in Ilten
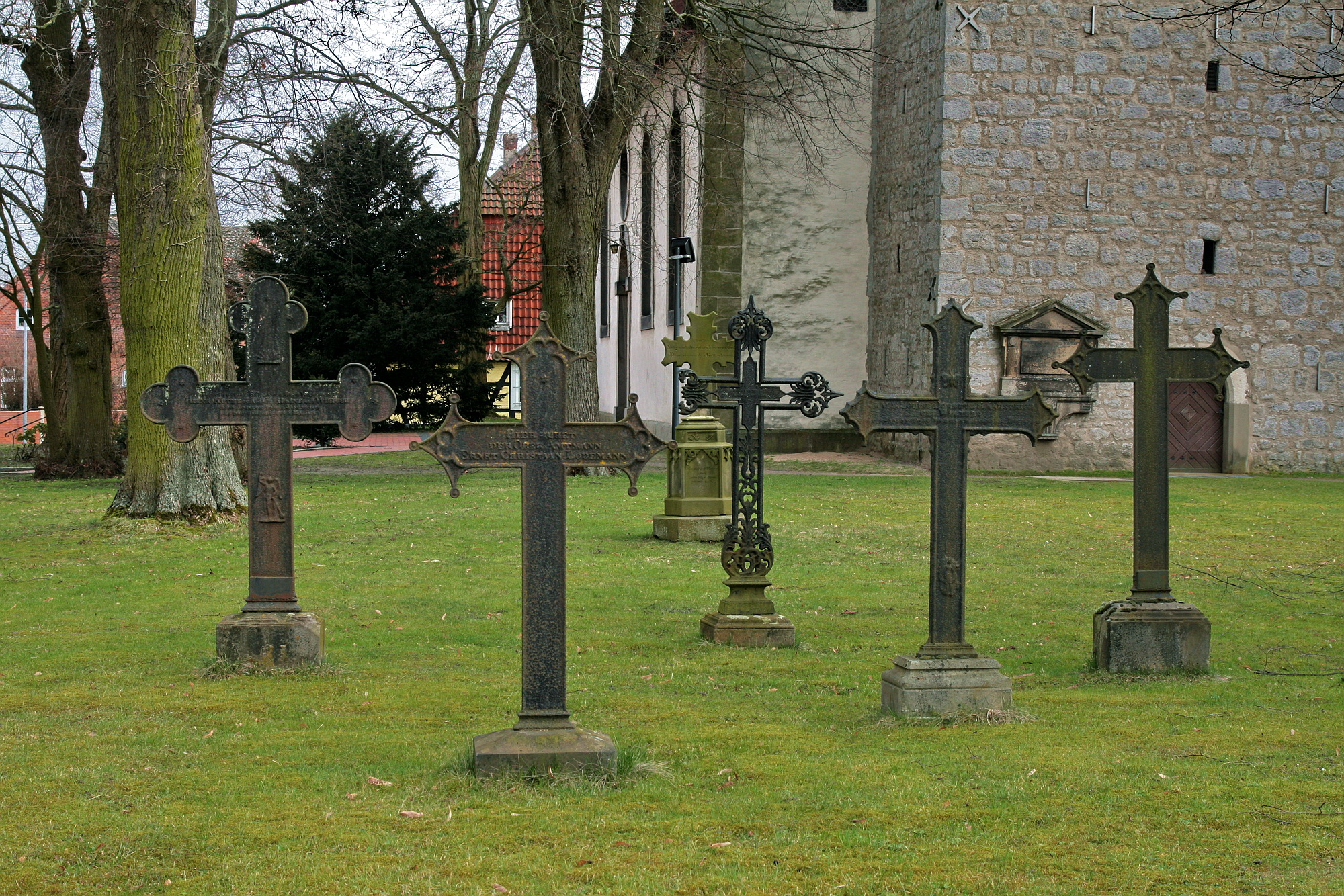
Alte Grabstellen vor der Barockkirche
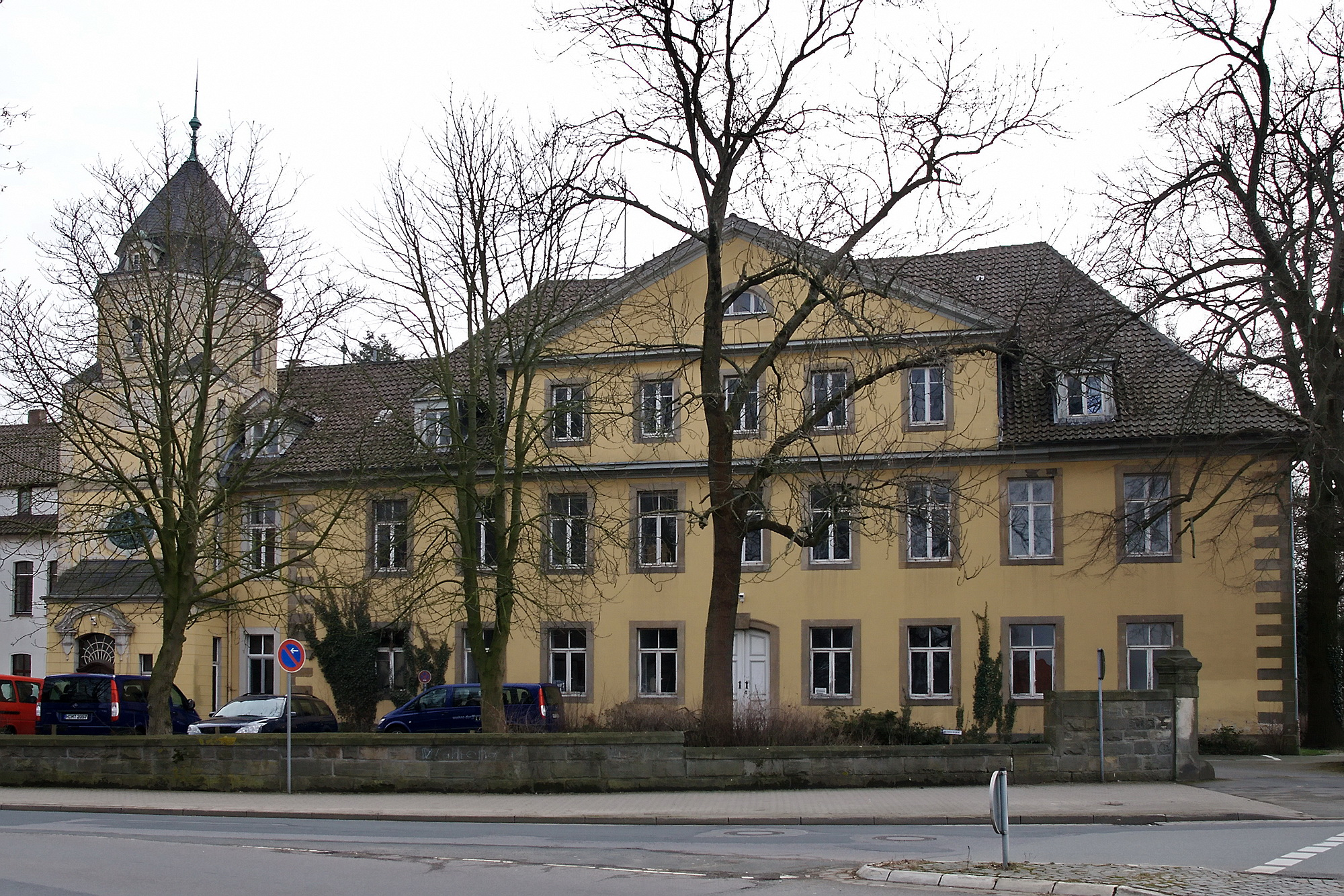
Ehemaliges Amtshaus des Amtes Ilten, heute Klinikum Wahrendorff
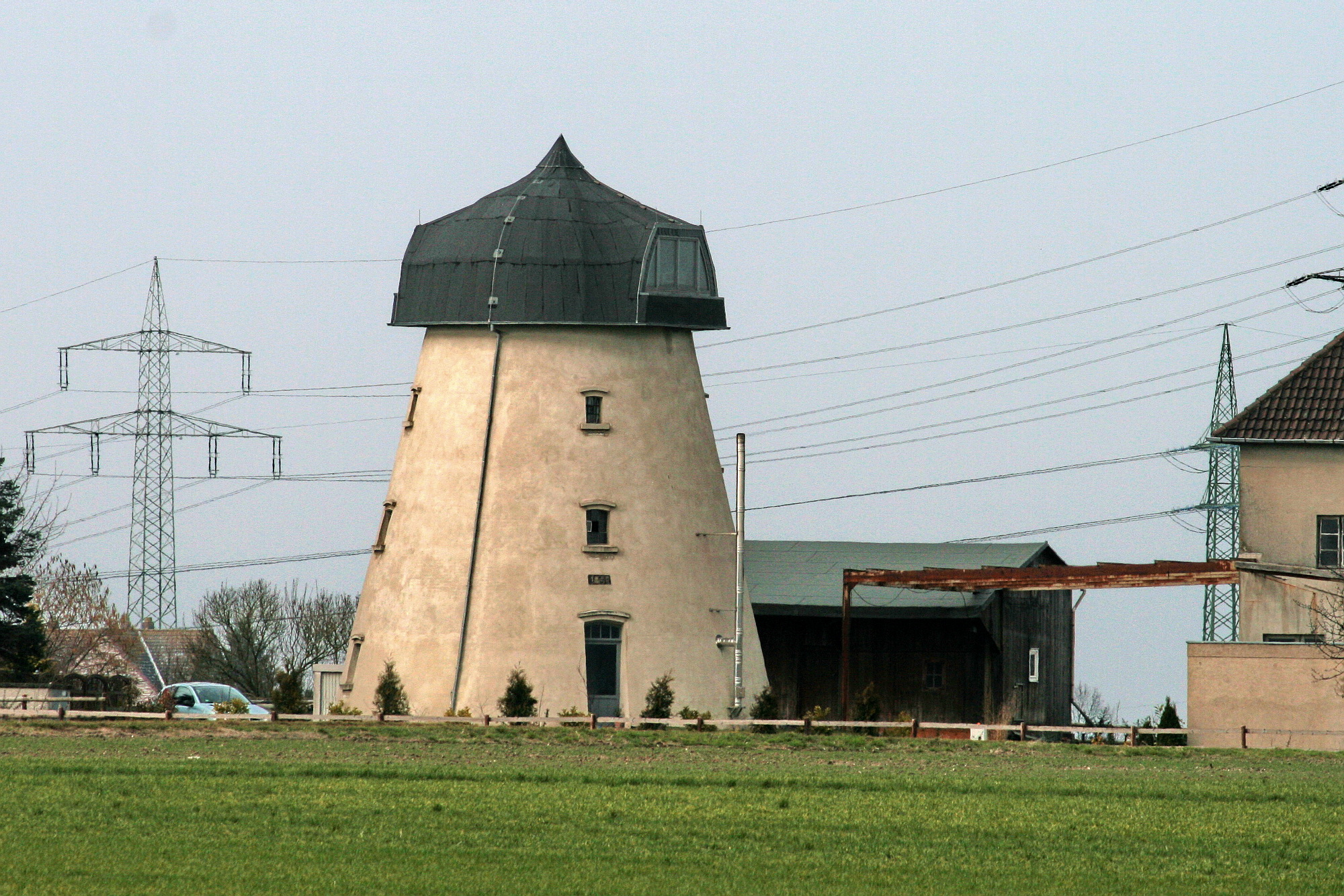
Holländerwindmühle von 1889 vor Ilten
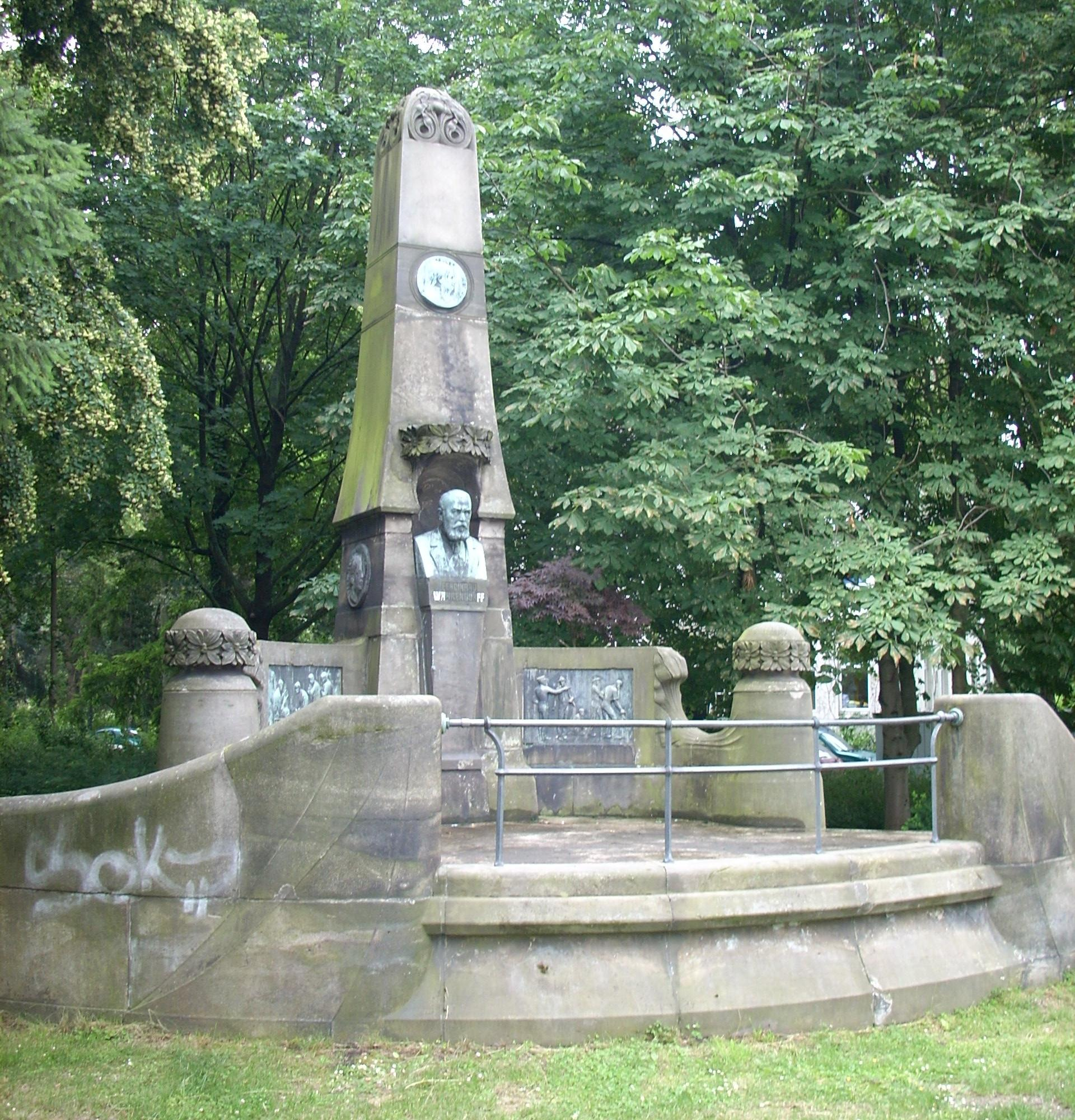
Denkmal für Ferdinand Wahrendorff, Gründer des Klinikums Wahrendorff

## Wirtschaft und Infrastruktur

### Unternehmen

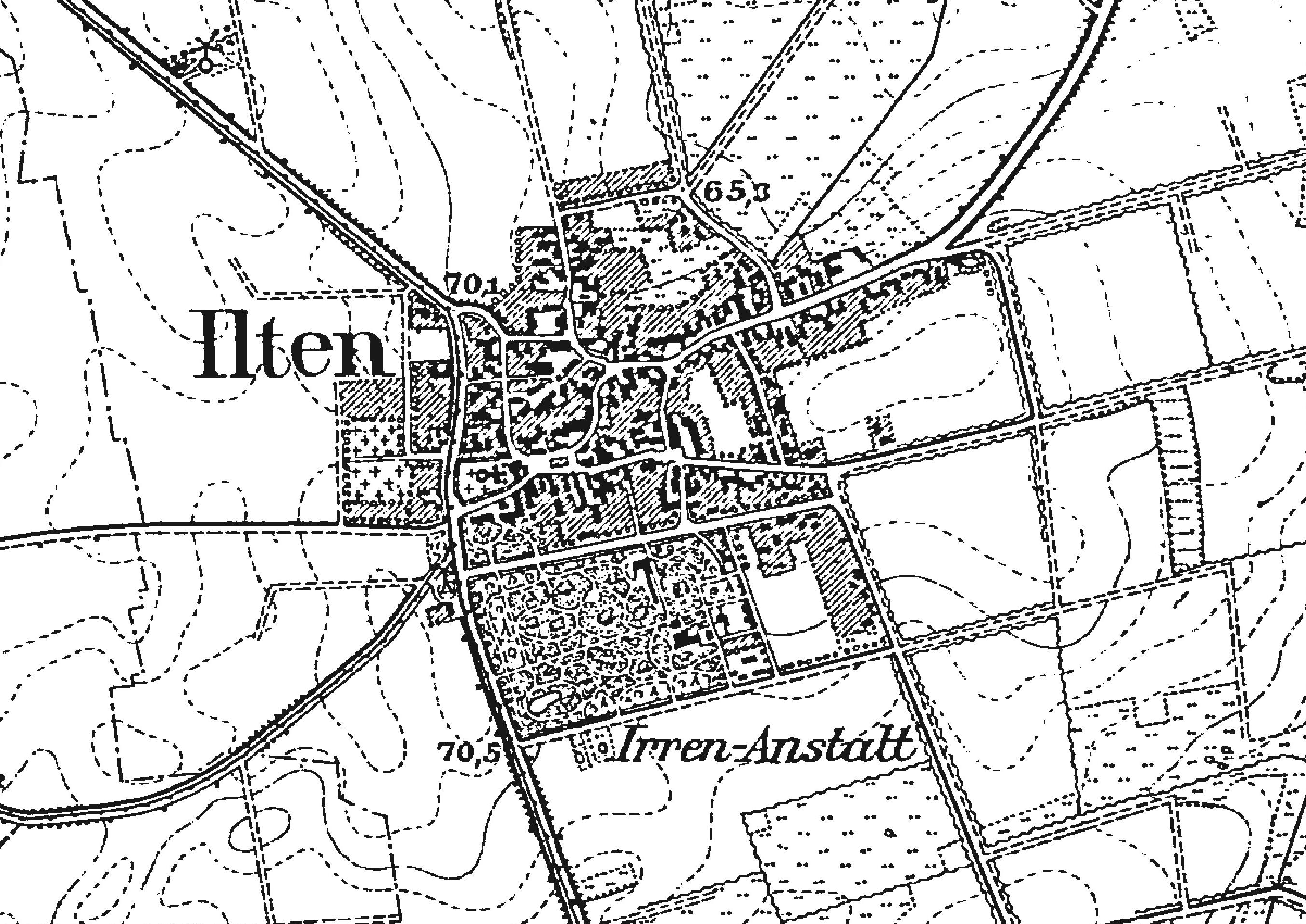
Ilten 1896

Viele Jahrzehnte war der Kalibergbau wichtigster Industriezweig. Das erste Kalibergwerk wurde ab 1896 in Wehmingen auf dem heute so genannten Gelände Hohenfels abgeteuft und 1902 mit der Förderung begonnen. Zwar wurde die Förderung hier bereits 1927 stillgelegt, im Kernort Sehnde und im Ortsteil Ilten wurde bis in die 1990er Jahre Kali für die Dünger- und Streusalzproduktion gefördert. Eine angegliederte Düngemittel- und Streusalzfabrik wird weiterhin betrieben.
Prägend für den Ortsteil Ilten-Köthenwald ist der große Komplex des Klinikum Wahrendorff, eines psychiatrischen Krankenhauses mit vielen Häusern und Parkanlagen.
Auf dem Gebiet des Ortes ist die Justizvollzugsanstalt Sehnde angesiedelt.

### Verkehr
Von 1897 bis 1960 fuhr die Linie 15 der Straßenbahn Hannover von Hannover über Ilten nach Sehnde. Bis 1935 verlief sie darüber hinaus bis nach Haimar. Heute wird Ilten von drei Buslinien des Großraum-Verkehrs Hannover erschlossen und mit anderen Sehnder Stadtteilen, Ahlten, Lehrte, Burgdorf sowie mit Hannover verbunden.

## Persönlichkeiten
- Johann Hilten (um 1425–1500/1502), Franziskaner
- Johann Konrad Sigismund Topp (1692–1757), Rechtswissenschaftler und Professor der Universität Helmstedt
- Mathieu Carrière  (* 1950), Schauspieler
- Ursula von der Leyen (* 1958), Politikerin (CDU), lebte ab 1971 zeitweise im Ort
- Jörg Kretzschmar (* 1964), Fußballspieler